# Серця трьох (фільм, 1992)
«Серця трьох» (рос. «Сердца трёх») — українсько-російський пригодницький фільм 1992 року за мотивами однойменного роману Джека Лондона.

## Сюжет
Молодий мільйонер Френсіс Морган разом зі своїм збанкрутілим далеким родичем Генрі Морганом вирушає на пошуки старовинного скарбу племені мая. Але мандрівка стає ще цікавішою, коли до них вирішує приєднатися чарівна Леонсія Солано, до якої небайдужі обидва юнаки. Їх чекають захоплюючі та небезпечні пригоди, в яких вони знайдуть нових друзів і розчаруються в старих.

## Ролі
- Сергій Жигунов — Генрі Морган
- Володимир Шевельков — Френсіс Морган
- Олена Хмельницька — Леонсія Солано
- Рафаель Котанджян — сеньйор Торрес
- Ігор Кваша — жрець
- Дмитро Харатьян — Парсонс, пілот
- Володимир Сошальський — сліпий індіанець
- Альгімантас Масюліс — містер Ріган
- Володимир Смірнов — епізод
- Сейдулла Молдаханов — Рудольфо, син старого індіанця
- Пірет Мянгел — Акатава
- Марія Капніст — стара сеньйора
- Михайло Шевчук — Джонні
- Вадим Вільський — Паркер, камердинер

Ірина Мельник - Мерседес

## Виробництво
У фільму, окрім телеверсії (5 серій), існує кіноваріант, розділений на дві частини (103 + 115 хвилин).
У книзі Генрі і Френсіс були схожі, як дві краплі води і відрізнити їх можна було тільки за допомогою вусів Френсіса. При першій зустрічі Леонсія навіть прийняла Френсіса за Генрі. У фільмі Жигунов (Генрі) і Шевельков (Френсіс) зовсім не схожі і сюжетні лінії, пов'язані з їх схожістю, яких в книзі чимало, повністю прибрані зі сценарію.
У книзі Акатава гине, а в фільмі вона виходить заміж за Генрі.

### Знімальна група
- Сценаристи: Роман Фурман, Олег Колесников
- Режисер-постановник: Володимир Попков
- Оператор-постановник: Павло Небера
- Художники-постановники: Сергій Бржестовський, Володимир Суботовський
- Композитор: Олег Кива
- Звукорежисер: Богдан Міхневич
- Продюсер: Андрій Гречуха
- Режисери: О. Алексєєва, В. Капітоненко
- Оператор: М. Сергієнко
- Художник по костюмах: Світлана Побережна
- Художник по гриму: А. Бржестовська
- Монтаж: Світлана Кулик
- Художник-декоратор: О. Янішевська
- Комбіновані зйомки:
  - оператор: Борис Серьожкін
  - художник: С. Поваров
- Редактор: Валентина Ридванова

## Сприйняття
Оцінка на сайті КиноПоиск.ru — 7,8/10.

## Цікаві факти
- В цьому фільмі знялись всі троє «гардемаринів»: Жигунов, Шевельков та Харатьян.